# Öllingen
Öllingen település Németországban, azon belül Baden-Württembergben. Lakosainak száma 560 fő (2023. december 31.).

## Népesség
A település népessége az elmúlt években az alábbi módon változott:
| Lakosok száma | 371  | 542  | 537  | 563  | 587  | 560  |
|               | 1975 | 2017 | 2019 | 2021 | 2022 | 2023 |